# Callirhynchites rubrithorax
Callirhynchites rubrithorax is een keversoort uit de familie Rhynchitidae. De wetenschappelijke naam van de soort is voor het eerst geldig gepubliceerd in 1921 door Hustache.